# Dolar jamajski
Dolar jamajski (Jamaican dollar) – waluta Jamajki.

## Historia
Jamajka uzyskała niepodległość 6 sierpnia 1962 r., ale dopiero 8 września 1969 r. nowa waluta została wprowadzona, zastępując funta jamajskiego. Wprowadzono monety 1c, 5c, 10c, 20c, 25c i banknoty 50c, $1, $2 i $10. w 1970 r. wprowadzono banknot $5, a miedź została zastąpiona brązem w monecie 1 centowej. W 1975 r. brąz został zastąpiony aluminium w monecie 1 centowej. W 1976 r. banknot 50c został zastąpiony monetą. W tym samym roku wprowadzono banknot $20. W 1978 r. wprowadzono nowe banknoty $10 i $20, a stare serie zostały wycofane. W 1985 r. rozmiar banknotów został znormalizowany i wprowadzono cechy rozpoznawcze dla osób niedowidzących. W 1986 r. wprowadzono banknot $100. W 1988 r. wprowadzono banknot $50. W 1990 r. banknot $1 został zastąpiony monetą. W 1991 r. zostały wprowadzone nowe monety 10 i 25 centowe. W 1993 stop użyty do produkcji monety $1 został zmieniony z mosiądzu niklowego na brązowioną stal. W 1994 r. wprowadzono banknot $500, banknot $5 został zastąpiony monetą i wprowadzono nową monetę $1. W 1995 r. wprowadzono nowe monety 10c i 25c. W tym samym roku stare monety wydane przed grudniem 1994 r. o nominałach: 5c, 10c, 20c, 25c, 50c i $1 został wycofane z obiegu. W 1997 r. banknot $10 został zastąpiony monetą. W 2000 r. wprowadzono banknot $1000 i banknot $20 został zastąpiony monetą. W 2009 r. wprowadzono banknot $5000. W 2018 r. wycofano z obiegu monety 1c, 10c i 25c.

## Nominały

### Banknoty obiegowe
| Opis    | Opis                  | Opis                                   |
| Nominał | Awers                 | Rewers                                 |
| ------- | --------------------- | -------------------------------------- |
| $50     | Samuel Sharpe         | plażą Doctor’s Cave Beach, Montego Bay |
| $100    | Donald Sangster       | Wodospady na rzece Dunn                |
| $500    | Nanny of the Maroons  | Port Royal                             |
| $1000   | Michael Norman Manley | Jamaica House                          |
| $5000   | Hugh Lawson Shearer   | Autostrada 2000                        |

Banknoty o nominałach: 50 centów, 1, 2, 5, 10, 20 dolarów zostały wycofane z obiegu.

## przypisy
1. ↑  Bank of Jamaica. [dostęp 2020-02-18]. (ang.).